# Skole og Kirkevæsen I
|  | Denne artikel er oprettet af botten Steenthbot ud fra en ekstern database. Den kan derfor have sproglige fejl eller mangler. Denne skabelon kan fjernes efter kontrol af indholdet. |

Skole og Kirkevæsen I er en dansk dokumentarisk optagelse fra 1939 instrueret af Jette Bang.

## Handling
På de små bopladser er det en fanger, der læser med børnene. På de større pladser har læreren gennemgået et 2-årigt kursus hos en præst og kaldes kateket. Undervisning ved udsted foregår i et klasselokale med tavleundervisning og landkort. Ved kolonien i Godthaab er der en større børneskole. Efter folkeskolen er der en to-årig efterskole, fx efterskolen i Egedesminde, som ledes af danske lærere. Her bor ca. 20 piger.